# TamerlanAlena
«TamerlanAlena» («Тамерлан і Альона») — український R'n'B дует, створений 2009 року. Виконує музику українською та англійською мовами, раніше виконував музику російською. Колектив внесено до списку артистів УМІГ.

## Історія
Співаки познайомилися в інтернеті, маючи спільний інтерес до музики, та вирішили записати спільний трек. Проривом для дуета став трек «Хочу с тобой», на яку був знятий дебютний кліп. Зйомки відбувались у США, там же зняли другий кліп на пісню «Все будет хорошо». Тамерлан і Альона записують ряд пісень із відомими артистами американської RnB-сцени: відомий виконавець Super Sako брав участь у записі рімейк-трека «Хочу с тобой», а не менш відомий та популярный Kobe (який співпрацював з такими зірками, як Lil' Wayne, Snoop Dogg, Akon, Fabolous, Rick Ross та інші) працює над багатьма треками дуету.
В липні 2011 року вийшла нова відео робота від Тамерлана і Альони «Ты только мой». За кілька місяців дует презентує композицію «Не смотри назад», кліп на яку знімався в Туреччині.
2012 року дует знімає кліп на пісню «Hey Yo» в Лос-Анджелесі, за підтримки «Hollywood Production».
В 2013 році дует записав перший альбом «Пой со мной», того ж року презентують трек і кліп «Мало мне».
2013 року Тамерлан і Альона зіграли весілля. 2014 рокуу пари народився первісток Тимур.
2014 та 2015 року Тамерлан і Альона випустили кілька треків, серед яких «Держи меня», «Перемены», працювали над другим альбомом, що вийшов 2015 року.
2016 року вийшов кліп «Потоки ветра», в липні вийшов кліп «Наши города». Також того року відбулося турне Україною на підтримку альбому «Хочу с тобой».

## Дискографія
- Дебютний альбом «Пой со мной» вийшов у 2013 р.

## Кліпи
- Хочу с тобой (2010)
- Все будет хорошо (2010)
- Ты только мой (2011)
- Не смотри назад (2011)
- Город мечты (2011)
- Hey Yo (2012)
- Мало мне (2013)
- Держи меня (2014)
- Я буду (2015)
- Потоки ветра (2016)
- Наши города (2016)
- Она не виновата (2017)
- Покопокохай (2017) — перший україномовний кліп дуету.
- Возврата NET/НЕТ (2018)
- Рано (2019)